# Cryptophorellia minuta
Cryptophorellia minuta är en tvåvingeart som beskrevs av Amnon Freidberg och Albany Hancock 1989. Cryptophorellia minuta ingår i släktet Cryptophorellia och familjen borrflugor.
Artens utbredningsområde är Madagaskar. Inga underarter finns listade i Catalogue of Life.